# Якубов, Осман
Осма́н Яку́бов (Яки́бов) (8 [21] августа 1911 — 22 июня 1944) — советский солдат, Герой Советского Союза (1944, посмертно), участник Великой Отечественной войны в должности пулемётчика 1-го стрелкового батальона 201-го гвардейского стрелкового полка 67-й гвардейской стрелковой дивизии 6-й гвардейской армии 1-го Прибалтийского фронта, гвардии ефрейтор.

## Биография
Осман Якубов родился в кишлаке Найман ныне Андижанского района Андижанской области (Узбекистан). По национальности узбек. Образование начальное. С 1926 года жил в селе Тугуз-Булак, ныне Кара-Суйского района Ошской области Кыргызстана. Работал в колхозе, на строительстве канала Отуз — Одыр.
В декабре 1941 года был призван в Красную Армию. На фронте с января 1942 года. Был награждён медалью «За отвагу». К лету 1944 года воевал в составе 201-го стрелкового полка 67-й гвардейской стрелковой дивизии 6-й гвардейской армии 1-го Прибалтийского фронта. Отличился в боях за освобождение Белоруссии.
22 июня 1944 года в бою в районе села Орехи (Витебская область Белоруссии) гвардии ефрейтор Якубов при проведении разведки боем первым ворвался в траншею противника. Когда дальнейшее продвижение вперед остановил огонь пулемёта, Якубов сумел вплотную подобраться к дзоту и почти положил связку гранат в амбразуру. Огневая точка была уничтожена, и атака продолжилась. В том же бою Осман Якубов погиб в рукопашной схватке с противником.
Указом Президиума Верховного Совета СССР от 22 июля 1944 года за образцовое выполнение боевых заданий командования на фронте борьбы с немецко-фашистскими захватчиками и проявленные при этом мужество и героизм гвардии ефрейтору Якубову Осману присвоено звание Героя Советского Союза посмертно.
Был похоронен на месте боя, у села Орехи, позднее перезахоронен в братской могиле в деревне Тропино Шумилинского района.

## Награды
- Медаль «Золотая Звезда» Героя Советского Союза (22.07.1944)[3][5];
- орден Ленина (22.07.1944);
- медаль «За отвагу» (1944).

## Память
- Бюст Османа Якубова установлен в городе Андижане[6].
- В колхозе «Ленинизм» Московского района Андижанской области был установлен бюст[7].
- В 1976 году севернее деревни Тропино Шумилинского района Витебской области (Белоруссия) сооружен мемориал. Архитектор В. Я. Ягодницкий[6].